# Volta a Llombardia 1939
La Volta a Llombardia 1939 fou la 35a edició de la Volta a Llombardia. Aquesta cursa ciclista organitzada per La Gazzetta dello Sport es va disputar el 23 d'octubre de 1939 amb sortida i arribada a Milà després d'un recorregut de 231 km.
Després de quedar segon els darrers dos anys, Gino Bartali (Legnano) aconsegueix la seva segona victòria en la Volta a Llombardia. Darrere seu queden els seus compatriotes Adolfo Leoni (Bianchi) i Salvatore Crippa (Wolsit).

## Classificació general
|    | Ciclista          | Equip   | Temps      |
| -- | ----------------- | ------- | ---------- |
| 1  | Gino Bartali      | Legnano | 6h 51' 05" |
| 2  | Adolfo Leoni      | Bianchi | + 3' 35"   |
| 3  | Salvatore Crippa  | Wolsit  | m. t.      |
| 4  | Osvaldo Bailo     | Bianchi | m. t.      |
| 5  | Guerrino Tomasoni | Frejus  | m. t.      |
| 6  | Olimpio Bizzi     | Frejus  | m. t.      |
| 7  | Severino Canavesi | Gloria  | + 6' 41"   |
| 8  | Secondo Magni     | Legnano | + 7' 16"   |
| 9  | Glauco Servadei   | Ganna   | m. t.      |
| 10 | Aimone Landi      | Lygie   | m. t.      |